# フェルマータ

フェルマータ

フェルマータ（伊: fermata）とは、古典派音楽以降において、音符や休符の記譜上の定量時間が延長されることやそれを指示した音楽記号である。

## 概説
音符や休符、または縦線（終止線も含む）の上や下にやの記号を配することによって示される。縦線に付与される場合には一般に、記譜上に存在しない挿入された休符が空白時間として求められるが、前の音から伸ばされたタイ（スラー）が縦線の上を横切っている場合や、そこにピアノにおけるペダルなどの保続効果の指示が見られる場合においては、空白時間として処理されず音を保続させる時間を別途挿入することとなる。また、古典派音楽よりも古い時代の楽譜においては、フェルマータの意味が大きく異なる。

## 名称
そもそもイタリア語における"fermata"とは、「停止」を意味する名詞である(例えばバス停の標識には"Fermata"の表示がある)。音楽美学の世界においては、絵画には限られた面積があるのと同じように、音楽には限られた時間―つまり「初め」と「終わり」―があることが宿命とされているが、古い時代の楽譜において、その終止線の上下や終結音の上下に現在のフェルマータのマークの基となったデザインが配され、そこで音楽の終わりを意味した。時間の流れを止めることはできないが、曲の終わりでは、音楽を止めることによってその時空に終わりが発生することとなる。「停止」という意味の"fermata"の概念はそのように発生したと解される。一説に、そのマークは一日の終わりである日没に由来したデザインとも言われている。
イタリアではフェルマータのことを、俗称として"corona（コロナ＝円冠）"と呼ぶことの方が多い。
フランスではポワンドルグpoint d’orgueと呼ぶ。これはオルガンが20世紀以降のように鍵盤上のスイッチで電子的なメモリーのついた瞬間的な音栓変更ができなかった時代、音を伸ばしながら一本ずつレバーを差し引きして音栓を変更していたことによる。しかしこの言葉を直訳してドイツ語でオルゲルプンクトOrgelpunktと言うと全く別の意味で、持続低音を指す。

## 記号
当初、フェルマータのマークは確定しておらず、時には写譜家によってかなり装飾的にあしらわれた興味深い浄書などが残ってもいる。当時はまだ、記号によって記譜上の定量時間を延長させる記号としての意味合いはなく、単純に「終わり」を意図する程度の印でしかなかった。その登場場面は様々で、曲の終わり、組曲の各構成曲の終わり、更に、作品の一場面の終わりや楽句（フレーズ）の終わりなどに見出される。特に、コラールにおいては、曲中の各楽句にフェルマータによる終止音が示されたが、旋律の終止音ごとに発生するフェルマータの解釈については、この20 - 30年の間に研究がやっと進んで解明されてきたことである。

## 歴史
コラールにおけるフェルマータの意味は、最新の研究においても決定的に論議が尽きたものではないが、発表されている最新の結論によると、楽句（フレーズ）ごとに生じるカデンツ（和声進行上・旋律動向上の終止）において、そこに必要なだけの終止感をもって終止音を大切に奏される程度であり、記譜上の定量時間を大幅に延長させるような演奏は正しくはなく、テヌート程度で程よく処理させるのが望ましい。もしくは、そこにリタルダンドやごく僅かな停止を殆ど見せない方が適切な箇所も多々存在する。バロック音楽以前におけるフェルマータの扱いについては、この20 - 30年の間に大幅に見直されたきたことが、多くの録音を比較したり、研究者たちによる発表から知ることができる。また、これらのフェルマータの後には、概して息つぎがなされることも、当時のフェルマータの理解に添えておく必要がある一つの特徴である。
バロック音楽以前においては、作品の終結音であっても、そこに付与されたフェルマータでは顕著な時間的延長を意味するものではなかったのに対し、古典派音楽以降においてのフェルマータは、どんな場合であっても、付与された音符や休符で音楽の時間の流れを停止させる、すなわち実際的には、その長さを明確に延長させる意図で使用された。逆にいえば、古典派音楽以降においてのフェルマータにおいて、そこで顕著な時間的延長を行わないことは、楽譜の指示に反することになる。このフェルマータの使用は更に様々な効果を生み、そのうち、何らかの終結音ではなく、即興的に強調したい音に時間的な綾を発生させるために使用される、クラシック音楽において非常に大切な要素となった。特にカデンツァ（即興的楽句）においては、それが記譜されたカデンツァであっても本当の即興演奏によるものであっても、フェルマータとしての時間的効果は頻繁に使用された。このような、終結音でない音に使用されるようなフェルマータは、調性音楽の中において、倚音や、タイに付いて後に掛留音となる音、もしくはドミナント中の限定進行音に使用されるのが殆どであった。
フェルマータが示す延長の度合いについては、記譜上の定量時間の約4倍という目安が提唱されている。しかしながら実際的には、テンポが速い場合にはそれよりも長く奏され、テンポが遅い場合にはそれよりも短く奏される傾向が見られる。また、あまりにもフェルマータが頻繁に見られる曲や場面においては、毎回のフェルマータによる延長をどれくらいにするべきか、その効果をよく吟味して計算する必要がでてくる。
フェルマータの最中には、記譜上に存在しないリタルダンドされた拍節が潜んで流れているといわれ、多くの場合には、テンポに応じて1〜4小節分の拍節が適切に数えられる延長が好ましいとされている。更に多くの場合において、フェルマータの後にはア・テンポが自然に処理されることが前提とされており、それが表記されていなくても暗黙の了解とされている。また、多声音楽においては、フェルマータは全声部に1つずつきちんと付与されることが理想とされてきたが、実際の手書き譜においては、作曲家によってそれがそれほどは徹底されてはいなかったことが認められる。これは、出版譜においてさえも徹底されていないという結果につながりもしている。
後期ロマン派に至っては、音楽が多様に進化した結果として、フェルマータにも変化が及び、時には"lungo（長く）"や"poco（少し）"などと記号の上に各国の言葉によるコメントが添えられて使用されることも広まった。更に、後の時代の作曲家たちによっては、フェルマータの記号そのものいる弧を山形三角に変更したものや、それを半四角に変更したものも併用され、延長度の違いは、その図形の容積に準じることとされている。つまり、以下の関係となる。
　　三角フェルマータ　 ＜ 　半円フェルマータ　 ＜ 　方形フェルマータ
この使用は、多くの現代作曲家たちの楽譜において、広く使用が普及しているが、作曲家によっての独自の使用様式もあることから、多くの場合には、楽譜の冒頭に記号の一覧を冠することで、作品中に表れる特殊奏法も含めた全記号の意味合いを明確化する習慣が定着している。他には、下げ弓のごく小さい記号に点を入れて短いフェルマータを意味する方式や、半円フェルマータや方形フェルマータの冠を2重にして、特別長いフェルマータを意図するなどの方式も多様に見られる。
また、フェルマータにおける延長時間を指示するための別の方法として、秒数を記入する方法も一派には好まれてきた。多くの場合には、そこに幾分かの秒数の幅を奏者に任されているが、時には、奏者が舞台でストップ・ウォッチを使用してそれを精密にカウントすることを要求されることさえもあった。ストップ・ウォッチを使用することは多くの場合、信頼すべき感覚を有するはずの演奏家としてのプライドや視覚的な問題に起因して、長い間敬遠されてきた。しかしながら、それを機械でなく感覚に任せるとしても、演奏上の都合を考え合わせると、拍節の流れの中にいた奏者が突然秒数を適切にカウントするにはテンポ感の切り換えが必須で、奏者に不当な負担が発生するという弊害が考えられる。そのため、その打開案として、実際には記譜上の秒数がテンポ何拍分（リタルダンドも含んだ拍数）に相当するかという目安をあらかじめ換算しておき、奏者が演奏の際には無機的な秒数をカウントすることから逃れる方法が広く採られている。そういうことから、秒数を記入するというフェルマータの方式は、演奏業界において好意的に受け入れられてはいない。そういう問題を作曲家が解決すべく、時には4分休符をカウントすべき個数だけ並べることによって、奏者に任せられる空白としてのフェルマータの長さを守るという方式も近代では存在している。現代音楽においては、多くの作曲家が様々な案を使用しているが、それが完全に標準化されているとは言いがたいのが現状である。

## 文字コード
| 記号 | Unicode | JIS X 0213 | 文字参照            | 名称                         |
| ---- | ------- | ---------- | ------------------- | ---------------------------- |
| 𝄐    | U+1D110 | -          | &#x1D110; &#119056; | musical symbol fermata       |
| 𝄑    | U+1D111 | -          | &#x1D111; &#119057; | musical symbol fermata below |